# 22907 ван Вортейсен
22907 ван Вортейсен (22907 van Voorthuijsen) — астероїд головного поясу, відкритий 3 жовтня 1999 року.
Тіссеранів параметр щодо Юпітера — 3,194.